# Lepisia vittata
Lepisia vittata är en skalbaggsart som beskrevs av Moser 1918. Lepisia vittata ingår i släktet Lepisia och familjen Melolonthidae. Inga underarter finns listade i Catalogue of Life.